# Megasema descripta
Megasema descripta là một loài bướm đêm trong họ Noctuidae.